# Jerzy Wiszniewski
Jerzy Wiszniewski (ur. w 29 stycznia 1908 w Petersburgu, zm. 19 stycznia 1990 w Warszawie) – polski prawnik, profesor zwyczajny, specjalizujący się w prawie finansowym i gospodarczym.

## Życiorys
Ukończył Gimnazjum im. Króla Zygmunta Augusta w Wilnie. W 1931 roku został magistrem prawa na Wydziale Prawa Uniwersytetu Stefana Batorego w Wilnie. W 1937 roku rozpoczął pracę adwokata (ukończył też aplikację sądową). Równocześnie kontynuował pracę naukową i w 1936 roku uzyskał tytuł doktora za pracę Zrzeszenia przemysłowe a kartele. W 1937 roku przeniósł się do Warszawy i tam dalej kontynuował praktykę adwokacką, jednocześnie wykładając w 1939 roku prawo handlowe na Uniwersytecie w Wilnie.
Podczas II wojny światowej pracował początkowo w Komisji Planowania w Kownie, a w 1941 roku przeniósł się do Warszawy, gdzie pracował jako nauczyciel. Po zakończeniu wojny rozpoczął pracę na stanowisku doradcy ministra w Ministerstwie Aprowizacji i Handlu, a w latach 1946–1948 został szefem centrali handlu zagranicznego "Dal".
W 1947 roku został zastępcą profesora i kierownikiem Katedry Polityki Ekonomicznej w Akademii Nauk Politycznych. W 1949 roku został kierownikiem Katedry Prawa Gospodarczego w Szkole Głównej Służby Zagranicznej, a w 1950 roku rozpoczął pracę w Katedrze Teorii i Filozofii Prawa na Uniwersytecie Warszawskim (do 1952 roku). Jednocześnie od 1949 roku był też kierownikiem Katedry Prawa Gospodarczego Szkole Głównej Planowania i Statystyki. Stanowisko to piastował do 1978 roku, kiedy to przeszedł na emeryturę. W latach 1950–1952 był dziekanem Wydziału Finansów tej uczelni, a w latach 1952–1955 kierownikiem Zespołowej Katedry Finansów. W 1951 roku uzyskał tytuł profesora nadzwyczajnego, a dziesięć lat później profesora zwyczajnego.
W pracy naukowej zajmował się głównie problematyką przedsiębiorstw państwowych. Tej tematyki dotyczyły między innymi jego publikacje książkowe: Infrastruktura prawna gospodarki narodowej oraz Przedsiębiorstwo państwowe. Studium prawne (1988). Jest też autorem kilku podręczników akademickich, takich jak Encyklopedia prawa, Elementy prawa, Prawo cywilne czy Prawo gospodarcze.